# Фояна
Фояна (словен. Fojana) — поселення в общині Брда, Регіон Горишка, Словенія. Висота над рівнем моря: 154,6 м.